# Neocerynea sabulosa
Neocerynea sabulosa là một loài bướm đêm trong họ Noctuidae.